# La Nuit du risque
Pour plus de détails, voir Fiche technique et Distribution.
La Nuit du risque est un film français réalisé par Sergio Gobbi, sorti en 1986.
Film de genre réalisé dans un contexte politique très contemporain et marqué (opposition PS / RPR), le film est souvent reconnu comme un nanar,,.

## Synopsis
Stéphane est boxeur, mais décide de raccrocher les gants à la suite d'une victoire injustement accordée à son adversaire. Il devient alors garde du corps de Robert-André Vivien (qui joue son propre rôle) alors que les élections législatives battent leur plein. À la suite d'une bagarre avec un militant anti-RPR -pendant laquelle son ami trouve la mort-, il tue accidentellement ce dernier et est dès lors présenté comme un criminel par la presse. Bien décidé à prouver son innocence, il fait appel à Christiane, présentatrice d'une chaîne de télévision privée, qui décide de l'aider.

## Fiche technique
- Titre : La Nuit du risque
- Réalisation : Sergio Gobbi, assisté Marc-Henri Dufresne
- Scénario : Sergio Gobbi
- Dialogues : Claude Baignères
- Photographie : Richard Andry
- Décors : Denis Mercier
- Son : Jean-Pierre Delorme
- Musique : Laurent Petitgirard
- Montage : Robert Rongier
- Société de production : Candice Films
- Pays d'origine :  France
- Durée : 81 minutes
- Date de sortie : France, 2 juillet 1986

## Distribution
- Stéphane Ferrara : Stéphane
- Christiane Jean : Christiane
- Daniel Ubaud : Dan
- Pierre-Marie Escourrou : Pierre-Marie Petit
- Christophe Leroux : Julien, le fils de Christiane
- André Julien : le manager
- Steve Kalfa : le chauffeur de taxi
- Jean-Marie Lemaire
- François Patrice
- Ariane Carletti
- Sonia Petrovna
- Robert-André Vivien : lui-même
- Dick Rivers : lui-même
- Axel Brücker : le présentateur du journal télévisé

- Dans le meeting du RPR, apparaissent Bernard Pons, Jacques Toubon, Michèle Alliot-Marie, Charles Pasqua, Philippe Séguin et Jacques Chirac.

## Autour du film
À l'époque du film, Robert-André Vivien faisait partie d'une commission parlementaire en rapport avec les milieux artistiques et audiovisuels, et fréquentait à ce titre les milieux du cinéma. Ami avec Sergio Gobbi, il eut l'idée de monter avec lui un film, avec comme objectif délibéré de donner à un polar un contexte politique pro-RPR : selon Patrick Beaudouin, successeur de Robert-André Vivien à la mairie de Saint-Mandé « La Nuit du risque » a été tourné en 1985, avec pour but de profiter du contexte des élections législatives de 1986. Robert-André Vivien a obtenu de Chirac de pouvoir tourner sur les lieux de la convention du RPR, ainsi que diverses autres facilités de tournage. Toujours selon Patrick Beaudoin, le but de l'opération était de montrer que le RPR était « ouvert aux milieux culturels ».